# Schottenring

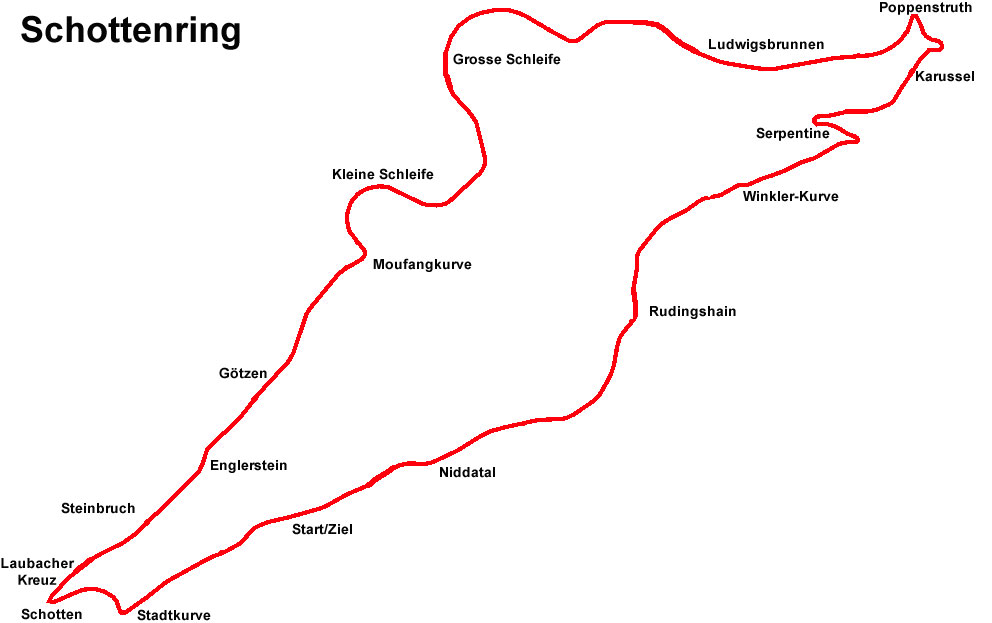
Kaart van het circuit in de jaren 1925-1937

De Schottenring was een van de oudste stratencircuits van Duitsland. De naam is afgeleid van de stad Schotten. Nog vóór de bouw van de Hockenheimring moest de Schottenring tot een echt circuit, zelfs geschikt voor de Formule 1, worden uitgebouwd.

## Geschiedenis
Op 22 juli 1925 werd de "Vogelsberger Automobil- und Motorradclub" opgericht. Zij organiseerde op 12 september 1925 de eerste wegrace onder de naam "Rund um Schotten". Het circuit was toen 16,08 km lang en voerde van Schotten langs Rudingshain en Götzen terug naar Schotten. Tot 1937 werden op dit traject wedstrijden om het Kampioenschap van Duitsland motorrace gereden. In 1938 vond voor het eerst een autorace plaats. Tijdens de Tweede Wereldoorlog werd er niet geracet, maar vanaf 1947 werd "Rund um Schotten" weer georganiseerd. Tot 1950 werden ook weer autoraces gehouden. In 1953 bereikte de Schottenring een hoogtepunt toen de Grand Prix van Duitsland hier werd verreden. Veel coureurs en teams vonden het echter te gevaarlijk en na een rijdersstaking werden de 350- en de 500cc-klasse niet meegeteld voor het wereldkampioenschap wegrace. De lichtere klassen 125- en 250cc telden wél mee. Het bleef een eenmalig experiment, in het volgende jaar werd de Duitse Grand Prix weer zoals in 1952 op de Solitudering verreden.

## Rund um Schotten
Rund um Schotten was een serie auto- en motorraces die in de buurt van de stad Schotten, op het stratencircuit Schottenring werd gehouden tussen 1925 en 1955.

### Geschiedenis

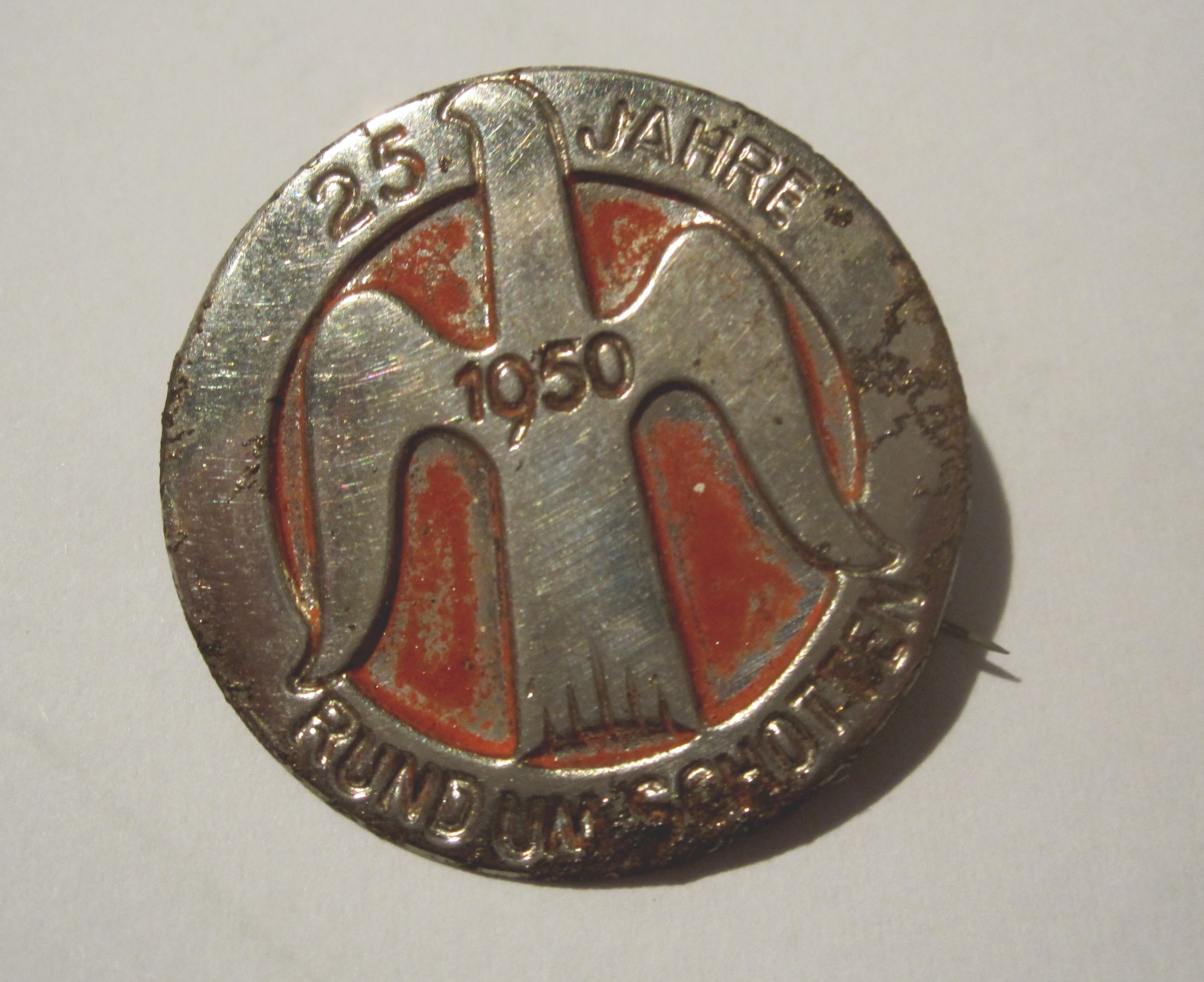
Herinneringsspeldje 25 jaar "Rund um Schotten" uit 1950

De eerste race vond op 12 september 1925 plaats, op initiatief van de "Vogelsberger Automobil- und Motorradclub". Een van de organiserende leden van de club was Carl Schott, die ook een van de eerste winnaars was. Hij won de 175cc-race met een DKW ARE 175. In de jaren die volgden ontwikkelde Rund um Schotten zich met andere belangrijke nationale races tot een belangrijke schakel in de Duitse wegracekampioenschap. De motorraces bleven tot 1937 doorgaan, met uitzondering van 1934 en 1935, toen er aan de weg gewerkt werd. Na de oorlog duurde het tot 1947 eer er weer geracet kon worden. Tot 1950 werden er races om het gezamenlijke Oost- en West-Duitse kampioenschap gereden, want Duitsland was toen al opgedeeld. Tussen 1947 en 1952 won Schorsch Meier de 500cc-klasse zes keer met zijn BMW RS 500 met compressor. In die tijd waren door de Fédération Internationale de Motocyclisme compressoren in internationale races (vanaf 1949 het wereldkampioenschap wegrace) verboden, maar tot 1952 mochten ook de Duitsers nog niet aan internationale wedstrijden deelnemen. In 1952 werd de Duitse Grand Prix nog op de Solitudering gehouden, maar in 1953 was Schotten aan de beurt. De internationale topcoureurs staakten echter, gesteund door hun teams, omdat ze de Schottenring te gevaarlijk vonden. In 1951 en 1952 waren er drie doden gevallen en bovendien had Geoff Duke er een ernstig ongeval gehad. Na de ramp in Le Mans van 1955 werden ook op de Schottenring nog slechts enkele onbelangrijke wedstrijden gereden, tot het in 1956 definitief afgelopen was. Tussen 1968 en 1983 werden door de vereniging "MSC Rund um Schotten" weer motorraces en rally's op het circuit georganiseerd. Sinds 1989 worden veteranenraces gehouden op een kort (1,4 km) circuit in de binnenstad van Schotten.

## Winnaars op de Schottenring
Gekleurde achtergrond: wereldkampioenschap wegrace 1953
| Editie                                                                    | Datum             | Klasse                      | Winnaar                                  |
| ------------------------------------------------------------------------- | ----------------- | --------------------------- | ---------------------------------------- |
| 1.                                                                        | 12 september 1925 | 175cc                       | Carl Schott (DKW)                        |
| 1.                                                                        | 12 september 1925 | 500cc                       | Ludwig Krämer (Horex)                    |
|                                                                           |                   |                             |                                          |
| 2.                                                                        | 12 juli 1926      | 175cc                       | Carl Raufenbarth (DKW)                   |
| 2.                                                                        | 12 juli 1926      | 250cc                       | Hans Reinheimer (onbekend)               |
| 2.                                                                        | 12 juli 1926      | 350cc                       | Eduard Kratz (Ardie)                     |
| 2.                                                                        | 12 juli 1926      | 500cc                       | Georg May (Güldner)                      |
| 2.                                                                        | 12 juli 1926      | Zijspanklasse               | Hans Kahrmann / onbekend (onbekend)      |
|                                                                           |                   |                             |                                          |
| 3.                                                                        | 29 mei 1927       | 175cc                       | Arthur Geiss (DKW)                       |
| 3.                                                                        | 29 mei 1927       | 500cc                       | Eduard Kratz (Ardie)                     |
| 3.                                                                        | 29 mei 1927       | 1000cc                      | Ludwig Krämer (Horex)                    |
|                                                                           |                   |                             |                                          |
| 4.                                                                        | 3 juni 1928       | 175cc                       | Frank (onbekend)                         |
| 4.                                                                        | 3 juni 1928       | 250cc                       | Karl Frentzen (UT-JAP)                   |
| 4.                                                                        | 3 juni 1928       | 350cc                       | Hermann Paul Müller (Grindlay-Peerless)  |
| 4.                                                                        | 3 juni 1928       | 500cc                       | Hopp (onbekend)                          |
| 4.                                                                        | 3 juni 1928       | Zijspanklasse (600cc)       | Hans Kahrmann / onbekend (TAS)           |
| 4.                                                                        | 3 juni 1928       | Zijspanklasse (boven 600cc) | Wohlfahrt / onbekend (onbekend)          |
|                                                                           |                   |                             |                                          |
| 5.                                                                        | 15 juni 1929      | 175cc                       | Walfried Winkler (DKW)                   |
| 5.                                                                        | 15 juni 1929      | 250cc                       | Arthur Geiss (DKW)                       |
| 5.                                                                        | 15 juni 1929      | 350cc                       | Karl Gall (Standard)                     |
| 5.                                                                        | 15 juni 1929      | 500cc                       | Karl Gall (Standard)                     |
| 5.                                                                        | 15 juni 1929      | 1000cc                      | Josef Klein (Horex)                      |
|                                                                           |                   |                             |                                          |
| 6.                                                                        | 27 juli 1930      | 250cc                       | Arthur Geiss (DKW)                       |
| 6.                                                                        | 27 juli 1930      | 350cc                       | Arthur Hiller (Montgomery-JAP)           |
| 6.                                                                        | 27 juli 1930      | 500cc                       | Toni Bauhofer (DKW)                      |
| 6.                                                                        | 27 juli 1930      | 1000cc                      | Josef Klein (Horex)                      |
| 6.                                                                        | 27 juli 1930      | Zijspanklasse (600cc)       | Hans Kahrmann / onbekend (Horex)         |
| 6.                                                                        | 27 juli 1930      | Zijspanklasse (1000cc)      | Paul Schneider / onbekend (Hecker-JAP)   |
|                                                                           |                   |                             |                                          |
| 7.                                                                        | 19 juli 1931      | 250cc                       | Hans Kahrmann (Imperia)                  |
| 7.                                                                        | 19 juli 1931      | 350cc                       | August Schminke (Hercules-JAP)           |
| 7.                                                                        | 19 juli 1931      | 500cc                       | Karl Frentzen (Ardie)                    |
| 7.                                                                        | 19 juli 1931      | 1000cc                      | Paul Weyres (Harley-Davidson)            |
| 7.                                                                        | 19 juli 1931      | Zijspanklasse               | Hans Kahrmann / onbekend (onbekend)      |
|                                                                           |                   |                             |                                          |
| 8.                                                                        | 5 juni 1932       | 250cc                       | Walfried Winkler (DKW)                   |
| 8.                                                                        | 5 juni 1932       | 350cc                       | Ernst Loof (Imperia-Python)              |
| 8.                                                                        | 5 juni 1932       | 500cc                       | Tom Bullus (NSU)                         |
| 8.                                                                        | 5 juni 1932       | 1000cc                      | Eduard Kratz (BMW)                       |
| 8.                                                                        | 5 juni 1932       | Zijspanklasse (600cc)       | Hans Kahrmann / onbekend (Horex)         |
| 8.                                                                        | 5 juni 1932       | Zijspanklasse (1000cc)      | Josef Möritz / Alban Böhm (Victoria)     |
|                                                                           |                   |                             |                                          |
| 9.                                                                        | 4 juni 1933       | 250cc                       | Friedel Schön (Bücker-JAP)               |
| 9.                                                                        | 4 juni 1933       | 350cc                       | Hans Richnow (Rudge)                     |
| 9.                                                                        | 4 juni 1933       | 500cc                       | Toni Bauhofer (DKW)                      |
| 9.                                                                        | 4 juni 1933       | 1000cc                      | Paul Rüttchen (NSU)                      |
| 9.                                                                        | 4 juni 1933       | Zijspanklasse (600cc)       | Albert Schneider / onbekend (Velocette)  |
| 9.                                                                        | 4 juni 1933       | Zijspanklasse (1000cc)      | Josef Möritz / onbekend (Victoria)       |
|                                                                           |                   |                             |                                          |
| In 1934 en 1935 vonden wegens wegwerkzaamheden geen races plaats.         |                   |                             |                                          |
|                                                                           |                   |                             |                                          |
| 10.                                                                       | 19 juli 1936      | 250cc                       | Arthur Geiss (DKW)                       |
| 10.                                                                       | 19 juli 1936      | 350cc                       | Heiner Fleischmann (NSU)                 |
| 10.                                                                       | 19 juli 1936      | 500cc                       | Oskar Steinbach (DKW)                    |
| 10.                                                                       | 19 juli 1936      | Zijspanklasse (600cc)       | Karl Braun / Ernst Badsching (DKW)       |
| 10.                                                                       | 19 juli 1936      | Zijspanklasse (1000cc)      | Hans Kahrmann / Heinrich Eder (DKW)      |
|                                                                           |                   |                             |                                          |
| 11.                                                                       | 19 september 1937 | 250cc                       | Lothar Berger (DKW)                      |
| 11.                                                                       | 19 september 1937 | 350cc                       | Heiner Fleischmann (NSU)                 |
| 11.                                                                       | 19 september 1937 | 500cc                       | Heiner Fleischmann (NSU)                 |
| 11.                                                                       | 19 september 1937 | Zijspanklasse (600cc)       | Hermann Böhm / Karl Fuchs (NSU)          |
| 11.                                                                       | 19 september 1937 | Zijspanklasse (1000cc)      | Erwin Zimmermann / Franz Höller (NSU)    |
| Van 1938 tot 1947 vonden wegens de Tweede Wereldoorlog geen races plaats. |                   |                             |                                          |
| 14.                                                                       | 22 juni 1947      | 125cc                       | Carl Döring (DKW)                        |
| 14.                                                                       | 22 juni 1947      | 250cc                       | Karl Lottes (DKW)                        |
| 14.                                                                       | 22 juni 1947      | 350cc                       | Hein Thorn Prikker (Velocette)           |
| 14.                                                                       | 22 juni 1947      | 500cc                       | Schorsch Meier (BMW)                     |
|                                                                           |                   |                             |                                          |
| 15.                                                                       | 15 augustus 1948  | 125cc                       | Willy Thorn (DKW)                        |
| 15.                                                                       | 15 augustus 1948  | 250cc                       | Hermann Paul Müller (DKW)                |
| 15.                                                                       | 15 augustus 1948  | 350cc                       | Wilhelm Herz (NSU)                       |
| 15.                                                                       | 15 augustus 1948  | 500cc                       | Schorsch Meier (BMW)                     |
| 15.                                                                       | 15 augustus 1948  | Zijspanklasse (600cc)       | Hermann Böhm / Bauer (NSU)               |
| 15.                                                                       | 15 augustus 1948  | Zijspanklasse (1200cc)      | Max Klankermeier / Hermann Wolz (BMW)    |
|                                                                           |                   |                             |                                          |
| 16.                                                                       | 12 augustus1949   | 125cc                       | Carl Döring (DKW)                        |
| 16.                                                                       | 12 augustus1949   | 250cc                       | Friedel Schön (Bücker-JAP)               |
| 16.                                                                       | 12 augustus1949   | 350cc                       | Wilhelm Herz (NSU)                       |
| 16.                                                                       | 12 augustus1949   | 500cc                       | Schorsch Meier (BMW)                     |
| 16.                                                                       | 12 augustus1949   | Zijspanklasse (600cc)       | Max Klankermeier / Hermann Wolz (BMW)    |
| 16.                                                                       | 12 augustus1949   | Zijspanklasse (1200cc)      | Sepp Müller / Karl Rührschneck (BMW)     |
|                                                                           |                   |                             |                                          |
| 17.                                                                       | 25 juni 1950      | 125cc                       | P.H. Ried (DKW)                          |
| 17.                                                                       | 25 juni 1950      | 250cc                       | Karl Lottes (DKW)                        |
| 17.                                                                       | 25 juni 1950      | 350cc                       | Heiner Fleischmann (NSU)                 |
| 17.                                                                       | 25 juni 1950      | 500cc                       | Schorsch Meier (BMW)                     |
| 17.                                                                       | 25 juni 1950      | Zijspanklasse (600cc)       | Max Klankermeier / Hermann Wolz (BMW)    |
| 17.                                                                       | 25 juni 1950      | Zijspanklasse (1200cc)      | Wiggerl Kraus / Bernhard Huser (BMW)     |
|                                                                           |                   |                             |                                          |
| 18.                                                                       | 15 juli 1951      | 125cc                       | Hermann Paul Müller (DKW)                |
| 18.                                                                       | 15 juli 1951      | 250cc                       | Hermann Gablenz (Parilla)                |
| 18.                                                                       | 15 juli 1951      | 350cc                       | Ken Kavanagh (Norton)                    |
| 18.                                                                       | 15 juli 1951      | 500cc                       | Schorsch Meier (BMW)                     |
| 18.                                                                       | 15 juli 1951      | Zijspanklasse (500cc)       | Wiggerl Kraus / Bernhard Huser (BMW)     |
| 18.                                                                       | 15 juli 1951      | Zijspanklasse (750cc)       | Hans Haldemann / Josef Albisser (Norton) |
|                                                                           |                   |                             |                                          |
| 19.                                                                       | 13 juli 1952      | 125cc                       | Otto Daiker (NSU)                        |
| 19.                                                                       | 13 juli 1952      | 250cc                       | Enrico Lorenzetti (Moto Guzzi)           |
| 19.                                                                       | 13 juli 1952      | 350cc                       | Ray Amm (Norton)                         |
| 19.                                                                       | 13 juli 1952      | 500cc                       | Schorsch Meier (BMW)                     |
| 19.                                                                       | 13 juli 1952      | Zijspanklasse (500cc)       | Fritz Hillebrand / Georg Barth (BMW)     |
| 19.                                                                       | 13 juli 1952      | Zijspanklasse (750cc)       | Wiggerl Kraus / Bernhard Huser (BMW)     |
|                                                                           |                   |                             |                                          |
| 20.                                                                       | 19 juli 1953      |                             |                                          |
| 20.                                                                       | 19 juli 1953      | 125cc                       | Carlo Ubbiali (MV Agusta)                |
| 20.                                                                       | 19 juli 1953      | 250cc                       | Werner Haas (NSU)                        |
| 20.                                                                       | 19 juli 1953      | 350cc                       | Carlo Bandirola (MV Agusta)              |
| 20.                                                                       | 19 juli 1953      | 500cc                       | Walter Zeller (BMW)                      |
|                                                                           |                   |                             |                                          |
| 21.                                                                       | 8 augustus1954    | 125cc                       | Werner Haas (NSU)                        |
| 21.                                                                       | 8 augustus1954    | 250cc                       | Rupert Hollaus (NSU)                     |
| 21.                                                                       | 8 augustus1954    | 350cc                       | Hermann Paul Müller (NSU)                |
| 21.                                                                       | 8 augustus1954    | 500cc                       | Walter Zeller (BMW)                      |
| 21.                                                                       | 8 augustus1954    | Zijspanklasse (500cc)       | Willi Faust / Karl Remmert (BMW)         |
|                                                                           |                   |                             |                                          |
| 22.                                                                       | 10 juli 1955      | 125cc                       | Horst Fügner (MZ)                        |
| 22.                                                                       | 10 juli 1955      | 250cc                       | Hermann Paul Müller (NSU)                |
| 22.                                                                       | 10 juli 1955      | 350cc                       | August Hobl (DKW)                        |
| 22.                                                                       | 10 juli 1955      | 500cc                       | Walter Zeller (BMW)                      |
| 22.                                                                       | 10 juli 1955      | Zijspanklasse (500cc)       | Willi Faust / Karl Remmert (BMW)         |